# 버널 구체

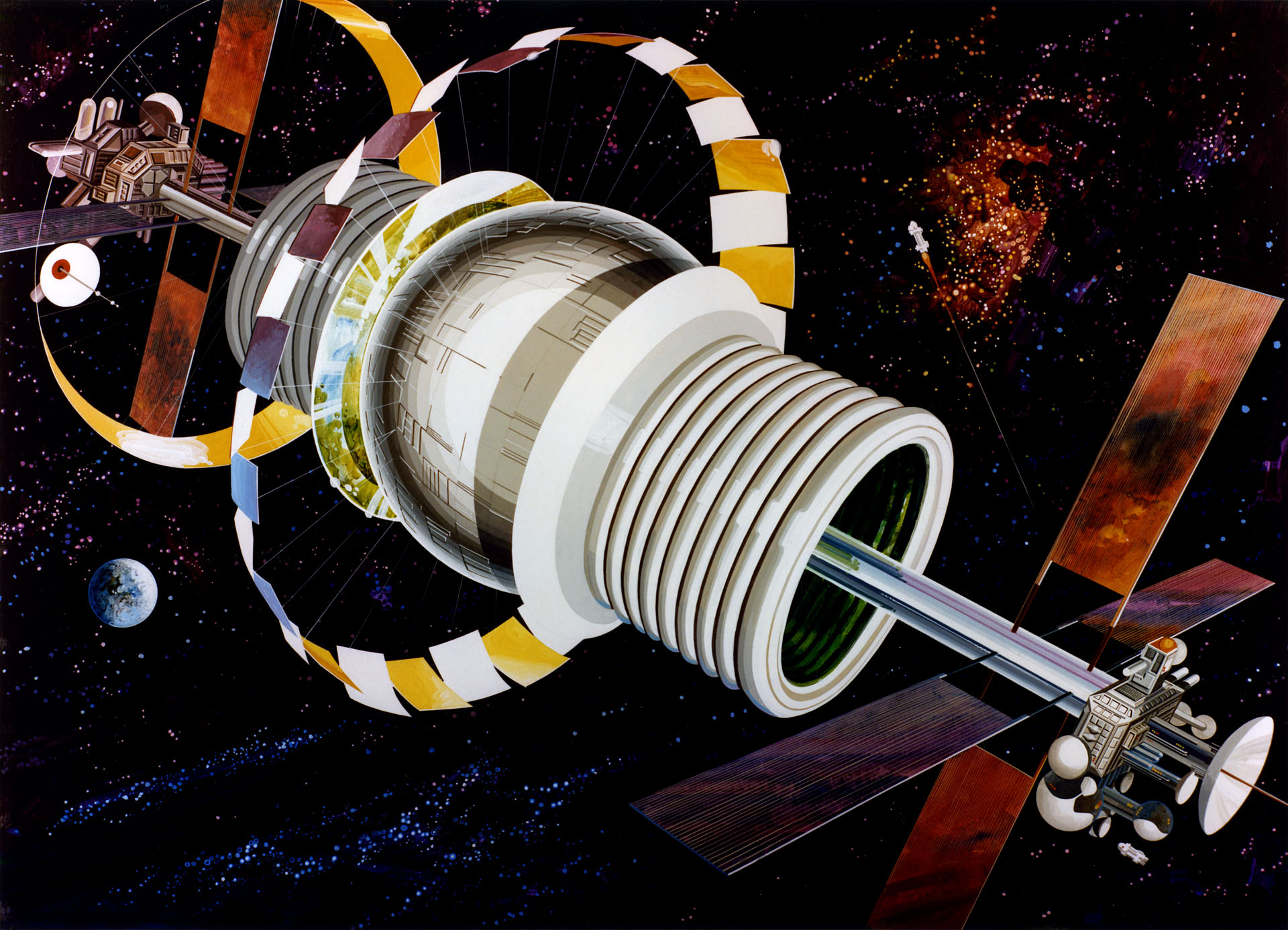

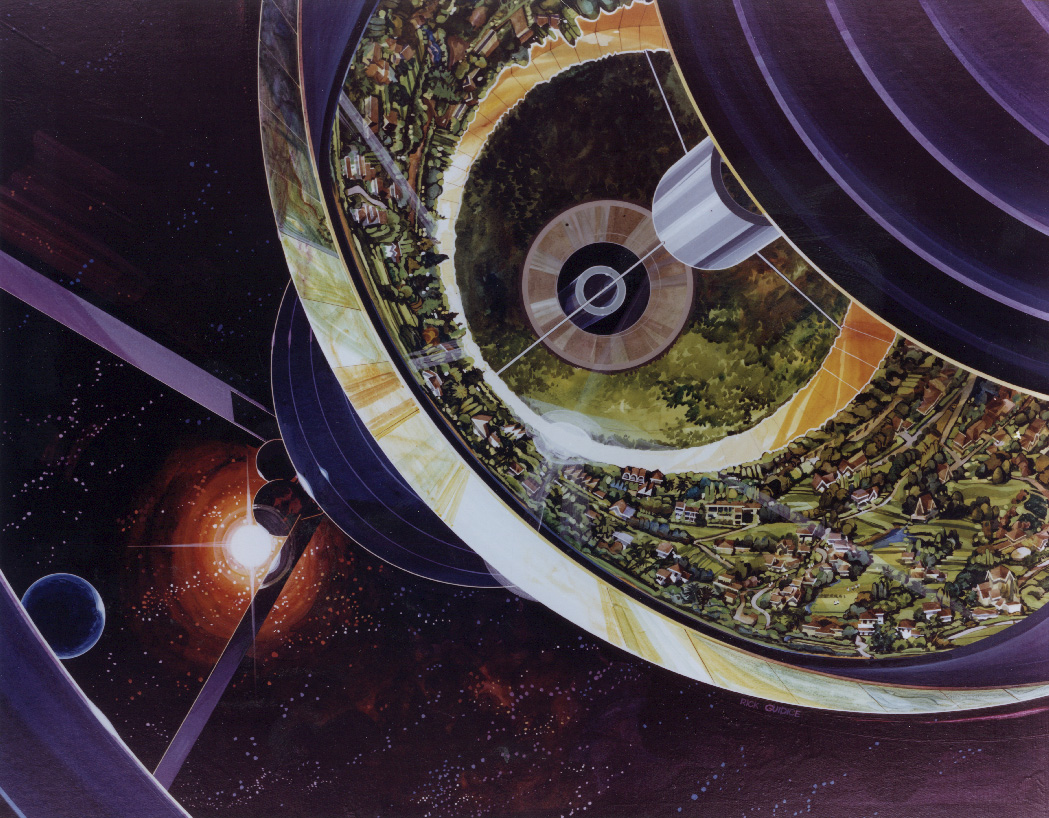

버널 구체(Bernal sphere)는 1929년 존 데스몬드 버널이 제안한 우주 식민지의 형태이다.
반경 16 킬로미터의 구체 안에 공기를 채우고 2만 ~ 3만 명의 인간이 살 수 있게 하는 것을 골자로 한다.

## 같이 보기
- 다이슨구
- 우주 이민